# João Frederico, Duque de Saxe-Weimar
João Frederico de Saxe-Weimar (Altemburgo, 19 de Setembro de 1600 – Weimar, 17 de Outubro de 1628) foi um duque de Saxe-Weimar.

## Vida
João Frederico era filho de João II, Duque de Saxe-Weimar e da sua esposa, a princesa Doroteia Maria de Anhalt.  Os seus irmãos eram os duques João Ernesto I "o jovem" de Saxe-Weimar,  Frederico de Saxe-Weimar, Guilherme IV de Saxe-Weimar, Alberto IV de Saxe-Eisenach, Ernesto I de Saxe-Gota e Bernardo de Saxe-Weimar.
João Frederico recebeu uma excelente educação do capelão Kaspar von Teutleben e do conselheiro Friedrich Hortleder.  Ao contrário dos seus irmãos, não andou na universidade, mas acompanhou o seu irmão Alberto IV de Saxe-Eisenach em 1619 na sua viagem educacional pela França e pela Suíça. Os dois irmãos foram acompanhados pelo Hofmeister Hans Bernd von Botzheim e pelo conselheiro Tobias Adami.
Juntamente com o seu irmão Alberto, João Frederico foi nomeado membro da Sociedade Frutífera por Luís I, Príncipe de Anhalt-Köthen, antes de os dois partirem na sua viagem educacional. Luís deu a João Frederico a alcunha de der Entzündete ("o inflamado") e o lema  verderbet und erhält ("estraga e recebe"). O seu emblema eram "molhos de palha num campo a arder, já meio queimados". Era o membro número 18.
Em 1622, João Frederico e o seu irmão Bernardo lutaram na Batalha de Wimpfen no lado de Baden. Três anos depois, o seu irmão João Ernesto, o jovem, foi promovido a coronel. Mais tarde, nesse mesmo ano, a luta pelo poder entre os irmãos subiu de tom por motivos políticos. O desentendimento acabou com a prisão de João Frederico, que seria libertado mais tarde. No entanto, em 1627 tentou juntar-se ao exército de Tilly. Foi apanhado e os seus irmãos voltaram a prendê-lo.
João Frederico sempre se interessou por Alquimia. A 16 de Outubro de 1628, quando ainda se encontrava preso, confessou por escrito que tinha feito um pacto com o diabo. No dia seguinte, foi encontrado morto na sua cela. Especula-se que se poderá ter suicidado ou ter sido assassinado, mas não se encontraram provas conclusivas para nenhum dos cenários. Nunca se realizou qualquer julgamento contra ele.

## Genealogia
| João Ernesto I, Duque de Saxe-Weimar | Pai: João II, Duque de Saxe-Weimar | Avô paterno: João Guilherme, Duque de Saxe-Weimar  | Bisavô paterno: João Frederico I da Saxônia                     |
| João Ernesto I, Duque de Saxe-Weimar | Pai: João II, Duque de Saxe-Weimar | Avô paterno: João Guilherme, Duque de Saxe-Weimar  | Bisavó paterna: Síbila de Cleves                                |
| João Ernesto I, Duque de Saxe-Weimar | Pai: João II, Duque de Saxe-Weimar | Avó paterna: Doroteia Susana do Palatinado-Simmern | Bisavô paterno: Frederico III, Eleitor Palatino                 |
| João Ernesto I, Duque de Saxe-Weimar | Pai: João II, Duque de Saxe-Weimar | Avó paterna: Doroteia Susana do Palatinado-Simmern | Bisavó paterna: Maria de Brandenburg-Kulmbach                   |
| João Ernesto I, Duque de Saxe-Weimar | Mãe: Doroteia Maria de Anhalt      | Avô materno: Joaquim Ernesto, Príncipe de Anhalt   | Bisavô materno: João V, Príncipe de Anhalt-Zerbst               |
| João Ernesto I, Duque de Saxe-Weimar | Mãe: Doroteia Maria de Anhalt      | Avô materno: Joaquim Ernesto, Príncipe de Anhalt   | Bisavó materna: Margarida de Brandemburgo, Duquesa da Pomerânia |
| João Ernesto I, Duque de Saxe-Weimar | Mãe: Doroteia Maria de Anhalt      | Avó materna: Leonor de Württemberg                 | Bisavô materno: Cristóvão, Duque de Württemberg                 |
| João Ernesto I, Duque de Saxe-Weimar | Mãe: Doroteia Maria de Anhalt      | Avó materna: Leonor de Württemberg                 | Bisavó materna: Ana Maria de Brandenburg-Ansbach                |

## Refências
Ronald Füssel: Die Hexenverfolgungen im Thüringer Raum = Veröffentlichungen des Arbeitskreises für historische Hexen- und Kriminalitätsforschung in Norddeutschland, vol. 2, DOBU, Hamburg, 2003, p. 92 and p. 247 ff
1. ↑  «European Heraldry :: Saxe-Weimar». www.europeanheraldry.org. Consultado em 19 de maio de 2016